# Campanula hierapetrae
Campanula hierapetrae är en klockväxtart som beskrevs av Karl Heinz Rechinger. Campanula hierapetrae ingår i släktet blåklockor, och familjen klockväxter. Inga underarter finns listade i Catalogue of Life.